# The Dutiful Dub
The Dutiful Dub è un cortometraggio muto del 1919 diretto da Alfred J. Goulding. Il film, di genere comico, è interpretato da Harold Lloyd, Snub Pollard, Bebe Daniels.